# Meus Prêmios Nick de Programa de TV Favorito
O Meus Prêmios Nick de Programa de TV Favorito é um dos prêmios oferecidos durante a realização do Meus Prêmios Nick, exibido anualmente pelo canal Nickelodeon, destinado ao melhor programa de TV do ano.

## Vencedores e indicados
| Ano  | Vencedor                         | Indicados                                                   |
| ---- | -------------------------------- | ----------------------------------------------------------- |
| 2002 | Malhação                         |                                                             |
| 2003 | Malhação                         |                                                             |
| 2004 | Malhação                         |                                                             |
| 2005 | Malhação                         |                                                             |
| 2006 | A categoria não foi apresentada. |                                                             |
| 2007 | A categoria não foi apresentada. |                                                             |
| 2008 | Malhação                         | Hannah Montana iCarly Os Mutantes: Caminhos do Coração      |
| 2009 | Pânico na TV                     | Hannah Montana Isa TKM CQC                                  |
| 2010 | iCarly                           | Acesso MTV Isa TK+ Malhação ID                              |
| 2011 | Rebelde                          | Big Time Rush Glee iCarly                                   |
| 2012 | Grachi                           | Julie e os Fantasmas Rebelde iCarly                         |
| 2013 | iCarly                           | Big Time Rush Boa Sorte, Charlie! Violetta                  |
| 2014 | Sam & Cat                        | The Vampire Diaries Boa Sorte, Charlie! Pretty Little Liars |
| 2015 | Austin & Ally                    | Bella e os Bulldogs Toni, la Chef Violetta                  |
| 2016 | A categoria não foi apresentada. |                                                             |
| 2017 | Soy Luna                         | Henry Danger MasterChef Brasil The Thundermans              |
| 2018 | Kally's Mashup                   | The Voice Kids As Aventuras de Poliana Stranger Things      |
| 2019 | Programa da Maisa                | The Voice Kids MasterChef Brasil Bia                        |
| 2020 | Bia                              | Henry Danger Programa da Maisa As Aventuras de Poliana      |